# クレイグ・ネイラー
クレイグ・ネイラー（Craig Naylor、1948年11月24日 - 2015年6月20日）はアメリカ合衆国出身の実業家。デュポンアジア太平洋地区担当上席副社長などを経て、日本板硝子取締役代表執行役社長兼最高経営責任者を務めたが、取締役会と対立して辞任した。

## 人物・経歴
ペンシルベニア州メディア出身。1970年スティーブンス工科大学卒業、デュポン入社。1985年エンジニアリング・ポリマー開発マネージャー。1987年デュポン・オートモーティブアジア太平洋地区担当ディレクター。1991年エンジニアリング・ポリマー担当製品ディレクター。1992年ナイロン・レジン担当グローバルビジネスディレクター。1996年エンジニアリング・ポリマー担当上席副社長兼ゼネラルマネージャー。2000年エンジニアリング・ポリマー、フロロプロダクツ、パッケージング・ アンド・イン ダストリアルポリマー担当上席副社長兼ゼネラルマネージャー。2002年高機能材料事業部門担当上席副社長。2004年アジア太平洋地区担当上席副社長、電子・情報技術部門担当上席副社長。2005年から2009年までデルファイ・コーポレーション取締役。2010年から日本板硝子取締役代表執行役社長兼CEOを務め、経営悪化に対応して収益改善施策を進めたが、2012年に取締役会との意見の相違があったとして突如辞任し、日本板硝子取締役執行役に退いた。2015年に病没し、親族によりデラウェア州で告別式が行われた。享年66。